# Elton Constantino da Silva
Elton Constantino da Silva, meglio noto come Elton (Juazeiro, 20 luglio 1989), è un calciatore brasiliano, centrocampista del CSM Reșița.

## Biografia
Anche suo fratello Erico è un calciatore.

## Carriera
Ha giocato nella massima serie dei campionati rumeno e lituano.

## Statistiche

### Presenze e reti nei club
Statistiche aggiornate al 20 marzo 2022.
| Stagione           | Squadra            | Campionato         | Campionato | Campionato | Coppe nazionali | Coppe nazionali | Coppe nazionali | Coppe continentali | Coppe continentali | Coppe continentali | Altre coppe | Altre coppe | Altre coppe | Totale | Totale |
| Stagione           | Squadra            | Comp               | Pres       | Reti       | Comp            | Pres            | Reti            | Comp               | Pres               | Reti               | Comp        | Pres        | Reti        | Pres   | Reti   |
| ------------------ | ------------------ | ------------------ | ---------- | ---------- | --------------- | --------------- | --------------- | ------------------ | ------------------ | ------------------ | ----------- | ----------- | ----------- | ------ | ------ |
| 2010               | Grêmio Osasco      | A2/SP              | 14         | 0          |                 | -               | -               |                    | -                  | -                  |             | -           | -           | 14     | 0      |
| 2011               | Taubaté            | A3/SP              | 2          | 0          |                 | -               | -               |                    | -                  | -                  |             | -           | -           | 2      | 0      |
| 2012               | Taubaté            | A3/SP              | 16         | 1          |                 | -               | -               |                    | -                  | -                  |             | -           | -           | 16     | 1      |
| Totale Taubaté     | Totale Taubaté     | Totale Taubaté     | 18         | 1          |                 | -               | -               |                    | -                  | -                  |             | -           | -           | 18     | 1      |
| gen.-mar. 2013     | Ferroviária        | A2/SP              | 11         | 0          |                 | -               | -               |                    | -                  | -                  |             | -           | -           | 11     | 0      |
| set. 2013-2014     | Pandurii           | L1                 | 15         | 2          | CR              | 2               | 1               | UEL                | 0                  | 0                  |             | -           | -           | 17     | 3      |
| 2014-2015          | Pandurii           | L1                 | 25         | 0          | CR+CdL          | 3+2             | 1+0             |                    | -                  | -                  |             | -           | -           | 30     | 1      |
| Totale Pandurii    | Totale Pandurii    | Totale Pandurii    | 40         | 2          |                 | 7               | 2               |                    | 0                  | 0                  |             | -           | -           | 47     | 4      |
| feb.-mag. 2016     | Žalgiris           | A                  | 8          | 1          | CL              | 2               | 0               | UCL                | -                  | -                  | SL          | 1           | 0           | 11     | 1      |
| 2018               | Ferroviária        | A1/SP+D            | 6+6        | 0          |                 | -               | -               |                    | -                  | -                  |             | -           | -           | 12     | 0      |
| gen.-mar. 2019     | Ferroviária        | A1/SP              | 7          | 1          |                 | -               | -               |                    | -                  | -                  |             | -           | -           | 7      | 1      |
| apr.-nov. 2019     | São Bento          | B                  | 10         | 1          |                 | -               | -               |                    | -                  | -                  |             | -           | -           | 10     | 1      |
| feb.-mar. 2020     | Ferroviária        | A1/SP              | 4          | 0          | CB              | 3               | 0               |                    | -                  | -                  |             | -           | -           | 7      | 0      |
| Totale Ferroviária | Totale Ferroviária | Totale Ferroviária | 23         | 1          |                 | 3               | 0               |                    | -                  | -                  |             | -           | -           | 26     | 1      |
| set.-nov. 2020     | Mirassol           | D                  | 7          | 1          |                 | -               | -               |                    | -                  | -                  |             | -           | -           | 7      | 1      |
| mag.-giu. 2021     | América-RN         | PD/RN+D            | 7+3        | 0          | CB              | -               | -               |                    | -                  | -                  |             | -           | -           | 10     | 0      |
| gen.-mar. 2022     | Hercílio Luz       | PD/SC              | 6          | 0          |                 | -               | -               |                    | -                  | -                  |             | -           | -           | 6      | 0      |
| Totale carriera    | Totale carriera    | Totale carriera    | 147        | 7          |                 | 12              | 2               |                    | 0                  | 0                  |             | 1           | 0           | 160    | 9      |

## Palmarès

### Club

#### Competizioni nazionali
- Supercoppa di Lituania: 1

Žalgiris: 2016
- Campeonato Brasileiro Série D: 1

Mirassol: 2020

#### Competizioni statali
- Copa Paulista: 1

Ferroviária: 2017